# Mahri Nui
Mahri Nui, o "La Tierra Perdida," es una isla submarina (Y la localización del año 2007) en la línea temporal de los juguetes de Lego BIONICLE.
Mahri Nui solía ser una parte de la isla de Voya Nui, creada luego de que una erupción del volcán Valmai lanzara lava a la bahía, que se solidificó y formó una nueva porción de tierra sobre la cual los Matoran construyeron un gran asentamiento. Sin embargo, siglos atrás, el terreno sobre el que se localizaba Mahri Nui (Llamado Roca Mahri) se hundió bajo el mar, aterrizando sobre los restos del Abismo interior y en medio del exterior. El impacto de la roca contra el fondo oceánico perturbó los campos de airealgas, plantas marinas capaces de generar aire, liberando docenas de burbujas de aire que rodearon a los edificios, salvándole la vida a los matoran que de otro modo se habrían ahogado. Sin embargo, estos Matoran fueron expuestos al extraño mutágeno de las aguas del Abismo, de ahí sus diferencias con el resto de los Matoran de su hogar original, Voya Nui. De no haberse refugiado al interior de las burbujas de aire, el mutágeno los habría transformado permanentemente en respiradores de aire, y con el tiempo, en criaturas marinas como los Barraki.
Luego los Matoran domesticaron a unas criaturas nativas del Abismo llamadas hydruka, capaces de cosechar las airealgas para reforzar las burbujas de aire que rodean los edificios de Mahri Nui.
Por siglos, la ciudad Matoran ha sido asediada por los Barraki, quienes han atacado y raptado a los ciudadanos durante este tiempo. La única razón por la que Mahri Nui ha sobrevivido hasta ahora es que Pridak, exlíder de los Barraki, no tiene razones para destruirla -- después de todo, no hay nada que ganar con ello. Sin embargo, esto cambiará con la llegada de la Máscara de la Vida a Mahri Nui.
Dicha máscara, luego de caer al mar desde la isla de Voya Nui, fue rescatada por un Po-Matoran llamado Dekar,. Al darse cuenta del poder de la máscara otorgaba a sus portadores, Dekar decidió ubicarla en el templo de Mahri Nui, mas no pudo lograrlo pues los Barraki se la arrebataron. Luego una Ga-Matoran de Mahri Nui llamada Kyrehx la encontró.

## Lugares de Mahri Nui.
Campos de "Seaweed" (Algas De Aire): Al exterior justo de la ciudad es campos de Algas de Aire, a y es donde justo recogen burbujas de aire vitales necesitadas para la supervivencia de los Matoran. Carapar ha procurado el rescate de la Máscara de la Vida que tienen los Matoran, teniendo su ejército de cangrejos Keras ocupados en estos campos, pero la anguila gigante venenosa los condujo lejos y se comió a varios de ellos.
Cuerda de piedra ("The Cord"): Un estiramiento largo de una roca que conduce a la superficie, conectando a Mahri Nui con la isla Voya Nui, y contiene un paso secreto entre las dos islas.
Pilares de sal: Un área en el borde norteño de Mahri Nui. Sirve como punto de caza preferido de Pridak.
Ballenas navaja: Una formación de rocas subacuáticas en el centro exacto del territorio de los Barraki. Nocturn siempre pasa su tiempo ahí fuera cuando no sirve a Ehlek.
- Datos: Q5552289